# 팀 패런

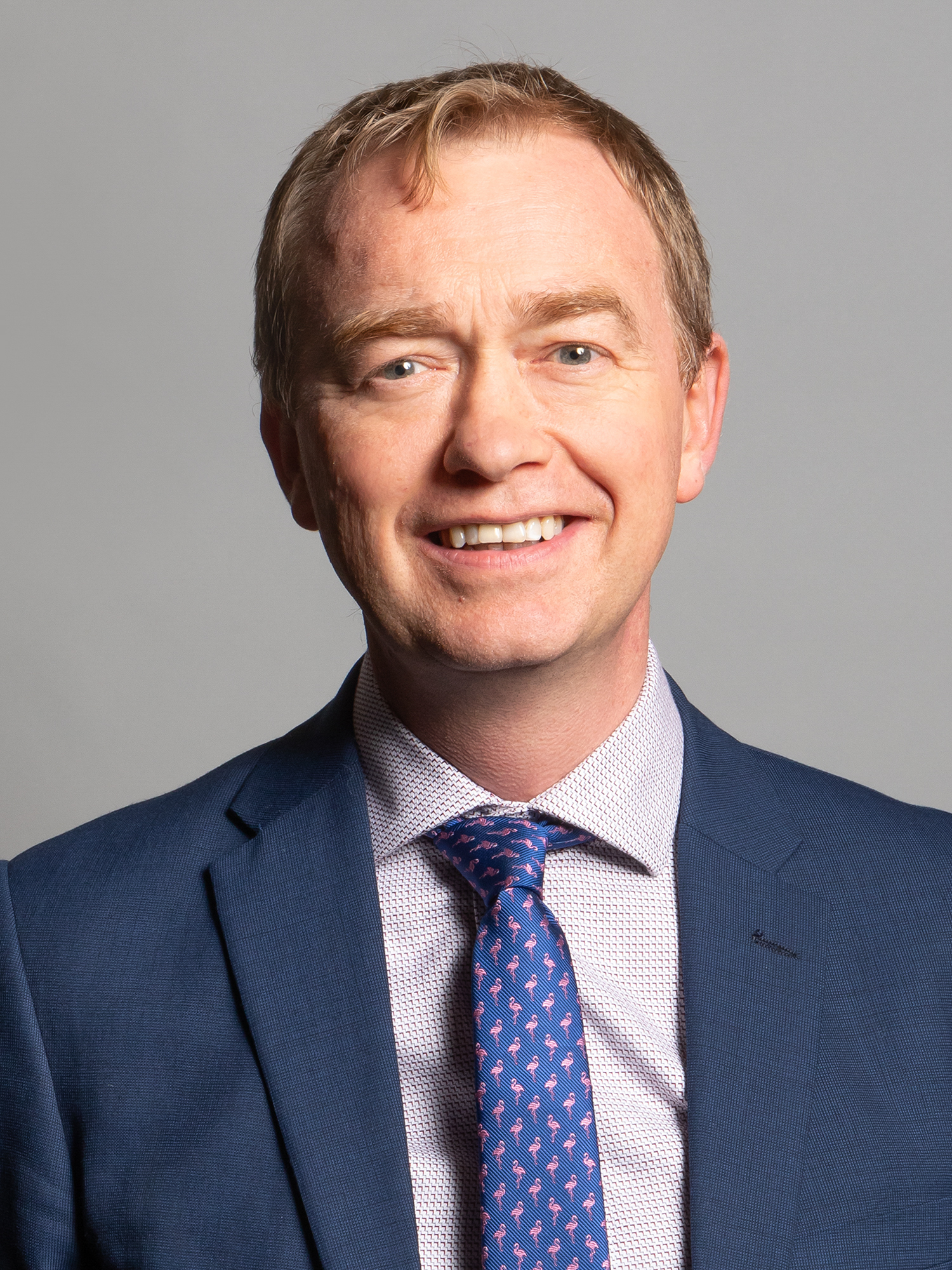
팀 패런, 2020년

티모시 제임스 패런 (Timothy James Farron, 1970년 5월 27일 ~ )은 영국의 정치인으로, 2015년 7월부터 자유민주당 대표를 맡고 있다. 2017년 현재 자유민주당 소속 국회의원 8명 중 한 명이기도 하다.
팀 패런은 2005년 총선에서 웨스트모어랜드 론즈데일 지역구 국회의원으로 처음 당선된 이후 2010년, 2015년 총선에서 재선에 성공하였으며, 2011년부터 2014년까지는 자유민주당 의장을 역임했다.

## 어린시절과 학업
팀 패런은 잉글랜드 랭커셔주 프레스턴에서 태어나 레일랜드에 있는 로스토크 홀 고등학교와 런쇼 대학교를 나왔다. 이후 뉴캐슬 대학교로 진학해 1992년 정치학과 학사과정을 수료했다. 16세가 되던 해에는 자유당에 입당했으며, 1991년에는 뉴캐슬 대학교 연합회의 회장이 되어 자민당 출신으로서는 처음으로 자리에 올랐다. 한편 1990년에는 전국학생연합의 전국상임위원으로 선출되었다.
웨스트민스터의 문턱을 밟기 전 전 패런은 1992년부터 2002년까지 랭커스터 대학교에서, 2002년부터 2005년까지 앰블사이드의 세인트 마틴스 대학교에서 고등 교육직을 맡았다.

## 정치 경력

### 2005년까지의 활동
패런은 1992년 총선에서 노스웨스트더럼 지역구 자민당 후보로 출마하였으나, 힐러리 암스트롱 노동당 의원과 테리사 메이 보수당 후보 (이자 훗날 영국 총리)에 밀려 3위로 선거를 마쳤다]. 이후 그는 1993년부터 2000년까지 랭커셔 주의회에 들어갔으며 1995년부터 1999년까지는 사우스리블 구의회의 레일랜드센트럴 지역선거구 시의원으로도 활동했다.
1997년 총선에서는 노동당과 보수당 간의 각축이 치열했던 사우스리블 지역구에 자민당 후보로 출마하였으며, 여기서도 3위에 머물렀다. 이후 그는 1999년 유럽 의회 선거에서 노스웨스트잉글랜드 지역구의 자민당 후보로 나섰으나 이 역시 패배를 맛봐야 했다.
다음 총선인 2001년 총선에서는 웨스트모어랜드 론즈데일 지역구에 처음 출마해 2위 자리에 머물렀지만, 현직 지역구 의원이던 보수당의 팀 콜린스의 득표차는 3,167표까지 깎아내리는 성과를 거뒀다 2004년부터는 사우스레이크랜드 구의회의 밀른소프 지역선거구 구의원으로 당선되어 2008년까지 맡았다.

### 국회의원 당선
2005년 총선에서 패런은 다시 한번 웨스트모어랜드 론즈데일에서 콜린스 의원 낙선에 나섰다. 그리고 이번 선거에서는 불과 267표의 근소한 차이로 콜린스 의원을 누르고 국회의원에 처음 당선되었다. 패런은 2005년 5월 25일 의회 원내 처녀 연설을 했다. 또한 초선 국회의원으로서 원내 교육기술 특별위원회 위원이 되었고 자민당의 유소년부 대변인으로 임명되었다. 2005년에는 초원 농업에 관한 일을 다루는 초당적 의원 모임을 꾸렸다.

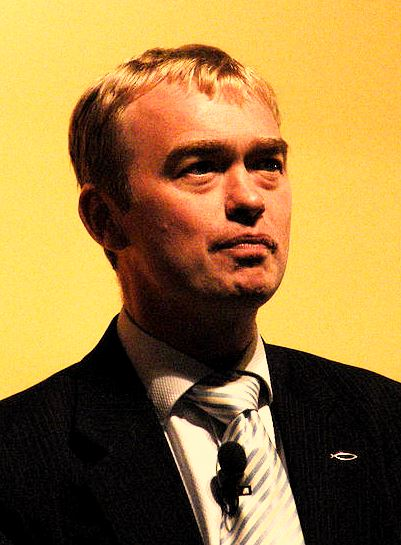
팀 패런 (2008년)

멘지스 캠벨이 자민당 대표를 맡던 시절 팀 패런은 캠벨 대표의 의원 개인 비서를 맡았다. 2007년에는 자민당의 내무부 대변인이 되었다.
2008년 3월 5일, 패런은 영국의 리스본 조약 가입여부에 대한 원내 표결의 당차원 불참 결정에 대한 항의 표시로, 그간 맡고 있던 고위간부직에서 사퇴했다. 하지만 이후 환경식품농림부 대변인으로 임명되면서 정면석 자리로 복귀하게 되었다. 이 시기 패런은 당내 배버리지 모임에도 참여하게 되었다.

### 2010년대
2010년 총선에서 패런은 보수당 후보를 11.1%의 득표차로 누르고 재선에 성공하였다. 이때 전통적인 보수당 텃밭이었던 자신의 지역구에서 12,264표의 과반표를 얻는 기록을 세웠다. 당시 자민당이 거둔 나머지 지역에서의 결과와는 정면으로 배치되는 승리이기도 했으며, 웨스트모어랜드 론즈데일이 자민당 강세지역으로 우뚝 서는 수확을 거두었다.
2010년 5월 27일, 패런은 빈스 케이블의 사임으로 공석이 된 자유민주당 부대표 자리에 도전하겠다고 발표했다. 6월 9일 경선당일 투표 결과 패런은 사이먼 휴즈 전 당대표에게 밀려 패배했다. 18표를 얻은 패런과는 달리 휴즈는 38인으로부터 후보추천을 받아 20표를 얻어 당선되었다.

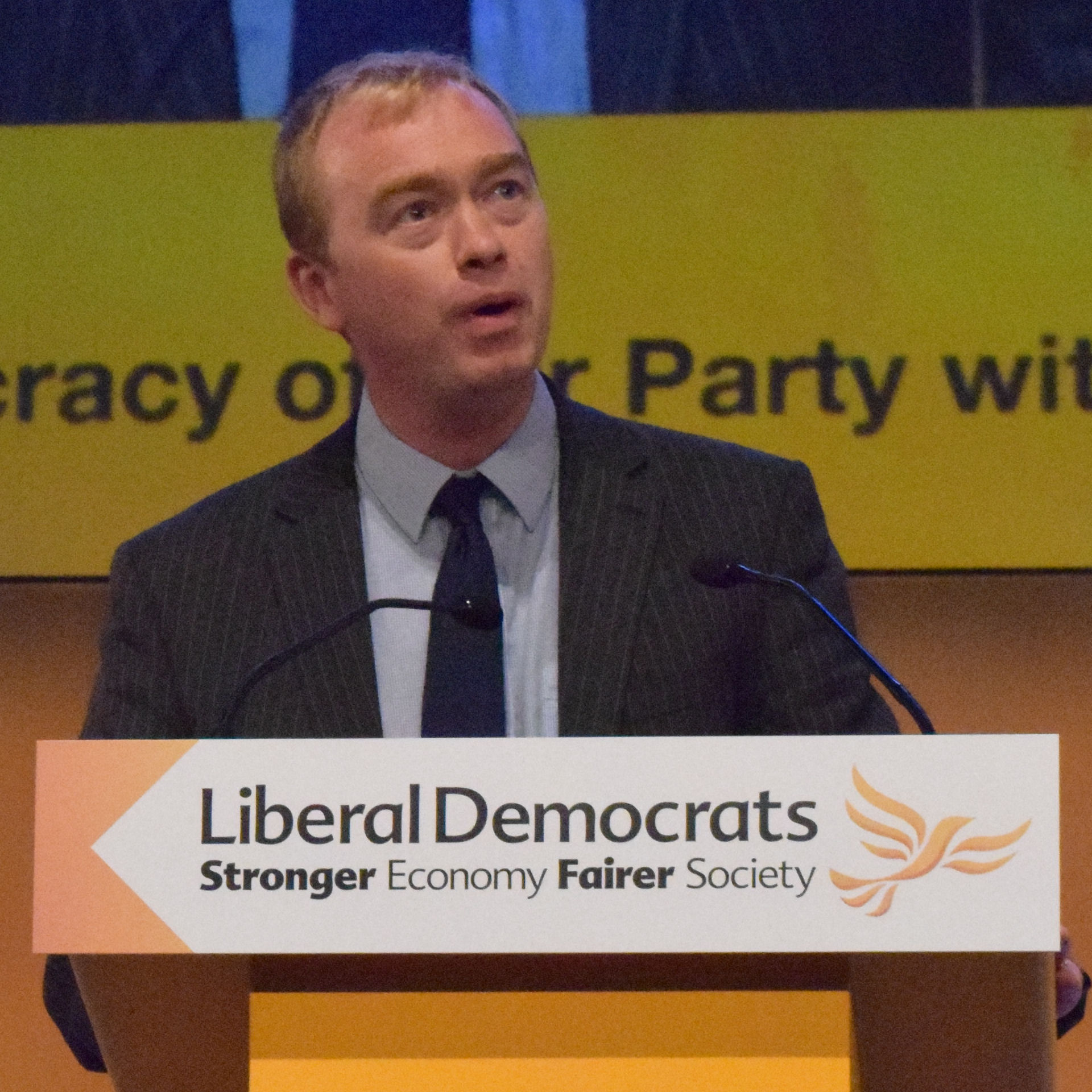
글래스고 클라이드오디토리움에서 열린 자민당 당원회의에 참석해 발언중인 패런 (2014년)

2010년 9월 16일, 패런은 스콧 공작의 재선 불출마 선언에 따라 자민당 의장 경선에 후보로 출마하겠다고 밝혔다. 투표 결과 53% 득표율로 경쟁후보인 수전 크래머의 47% 득표율을 따돌리고 의장직에 당선되었다.
2012년 3월, 패런은 같은당 의원 두 명과 함께 자신의 명의로 광고표준심의위원회에 서한을 보내, 최근에 위원회가 기독교 단체 'Healing on the Streets of Bath'에게 기도하는 자는 치유된다는 노골적인 광고를 중단시킨 결정에 대해 규탄했다. 이 서한에는 위원회 측에 신앙이 병 치유에 도움이 되지 않는다는 명백한 과학적 증거를 제시할 것을 요청해서 논란이 되었다. 이에 대해 패런은 곧바로 그 서한이 "잘 쓰여진 것은 아니다"라고 인정하고, "쓰여진 그대로"의 내용에 따라 서명한 것은 아니라고 밝혔다.
2015년 총선에서 자민당이 사상 최악의 참패를 거두면서, 패런은 자민당 국회의원으로 남은 유일한 여덟 명 중 하나가 되었다. 총선 이후 패런은 닉 클레그의 뒤를 이어 자유민주당 대표직에 오를 적임자로 고려됐다. 2015년 5월, 패런은 BBC 라디오 4와의 인터뷰에서 자민당 대표 경선에 출마하겠다고 공식 확인했다.
2015년 7월 16일 경선 당일, 패런은 56.5%의 득표로 자민당 대표에 당선되었다. 상대후보인 노먼 램은 43.5%에 그쳤다. 대표직에 오른뒤 패런은 2015년 9월 본머스에서 열린 자민당 연회에 참석해 첫 연설을 하였으며, 이날 언론사로부터 호평을 받았다.

## 역대 선거 결과
| 선거명      | 직책명                                    | 대수 | 정당       | 득표율 | 득표수   | 결과         | 당락                                  |
| ----------- | ----------------------------------------- | ---- | ---------- | ------ | -------- | ------------ | ------------------------------------- |
| 1992년 선거 | 하원의원 (노스웨스트더럼 선거구)          | 51대 | 자유민주당 | 14.56% | 6,728표  | 3위          | 낙선                                  |
| 1997년 선거 | 하원의원 (사우스리블 선거구)              | 52대 | 자유민주당 | 10.64% | 5,879표  | 3위          | 낙선                                  |
| 1999년 선거 | 유럽의원 (이스트미들랜드 선거구)          | 5대  | 자유민주당 | 12.7%  | 92,398표 | 비례대표 3번 | 낙선                                  |
| 2001년 선거 | 하원의원 (웨스트모어랜드 론즈데일 선거구) | 53대 | 자유민주당 | 40.37% | 19,339표 | 2위          | 낙선                                  |
| 2005년 선거 | 하원의원 (웨스트모어랜드 론즈데일 선거구) | 54대 | 자유민주당 | 45.47% | 22,569표 | 1위          | 웨스트모어랜드 론즈데일 하원의원 당선 |
| 2010년 선거 | 하원의원 (웨스트모어랜드 론즈데일 선거구) | 55대 | 자유민주당 | 60.01% | 30,896표 | 1위          | 웨스트모어랜드 론즈데일 하원의원 당선 |
| 2015년 선거 | 하원의원 (웨스트모어랜드 론즈데일 선거구) | 56대 | 자유민주당 | 51.49% | 25,194표 | 1위          | 웨스트모어랜드 론즈데일 하원의원 당선 |
| 2017년 선거 | 하원의원 (웨스트모어랜드 론즈데일 선거구) | 57대 | 자유민주당 | 45.83% | 23,686표 | 1위          | 웨스트모어랜드 론즈데일 하원의원 당선 |
| 2019년 선거 | 하원의원 (웨스트모어랜드 론즈데일 선거구) | 58대 | 자유민주당 | 48.94% | 25,795표 | 1위          | 웨스트모어랜드 론즈데일 하원의원 당선 |